# 張鶴齡 (商人)

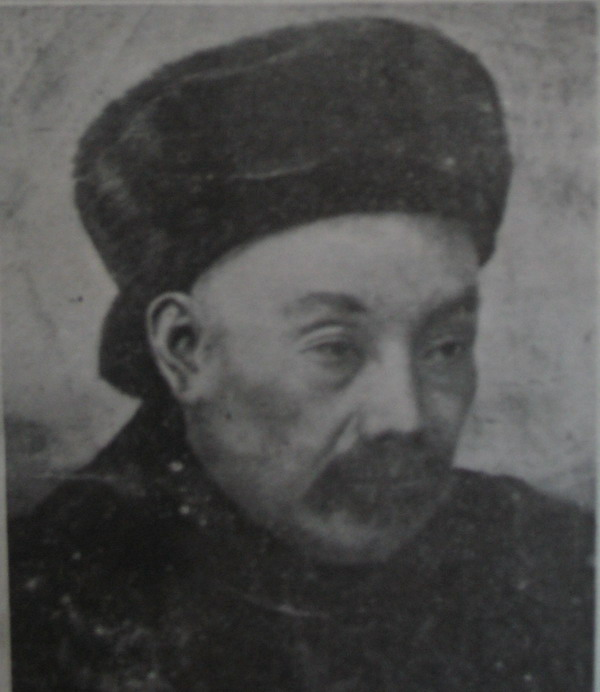

张鹤龄（平话字：Diŏng Hŏk-lìng，?—?），男，福建南安人，清末福建商人、美以美会基督徒。张鹤龄在福州从事买卖进口洋货的生意，并因此致富。适逢美以美会传教士麦利和倡议在福州建立新式的中学，身为美以美会基督徒的张鹤龄就捐资1万元购买了福州仓山乐群路1号有利银行行址，面积共14674平方米，来作为新校校址，并要求学校必须开办英语课。新学校于1881年落成，初名福州大学，1890年改名鹤龄英华书院，以纪念张鹤龄，校内还有一座“鹤龄楼”。